# Clifton-on-Yore
Clifton-on-Yore est une paroisse civile du Yorkshire du Nord, en Angleterre.